# Coelorinchus spathulata
Coelorinchus spathulata är en fiskart som beskrevs av Mcmillan och Paulin, 1993. Coelorinchus spathulata ingår i släktet Coelorinchus och familjen skolästfiskar. Inga underarter finns listade i Catalogue of Life.